# Umbilicus horizontalis
Umbilicus horizontalis é uma espécie de planta com flor pertencente à família Crassulaceae. 
A autoridade científica da espécie é (Guss.) DC., tendo sido publicada em Prodromus Systematis Naturalis Regni Vegetabilis 3: 400. 1828.

## Portugal
Trata-se de uma espécie presente no território português, nomeadamente no Arquipélago dos Açores.
Em termos de naturalidade é nativa da região atrás indicada.

## Protecção
Não se encontra protegida por legislação portuguesa ou da Comunidade Europeia.